# À l'aube de l'Amérique
À l'aube de l'Amérique (American Primeval) est une mini-série télévisée américaine, créée par Mark L. Smith et diffusée le 9 janvier 2025,  en exclusivité, sur la plateforme Netflix.

## Synopsis
En 1857, durant la guerre de l'Utah, opposant les États-Unis et l'État du Deseret, principalement composé de mormons. Fuyant un douloureux passé, une mère célibataire, Sara Rowell, accompagné de son fils Devin, débarque à un avant-poste avant de rejoindre le père de ce dernier au-delà des montagnes Rocheuses.
Après avoir accompagné un groupe de mormons durant leur voyage, Sara et Devin échappent au massacre de Mountain Meadows, au cours duquel des milices mormones alliées aux Indiens Païutes ont tué environ 120 migrants. Dans son trajet, elle sera aidée par Isaac Reed, un homme brisé après un deuil et Two-Moons, une jeune Indienne muette en fuite et déterminée à survivre à tout prix.
Parallèlement, la série suit également d'autres personnages qui pour certains croisent les protagonistes, tels que Jacob et Abish Pratt, couple mormon également survivants du massacre, Plume de Sang, guerrier Shoshone, Virgil Cutter, chasseur de primes, Jim Bridger, explorateur et trappeur ayant créé un avant-poste convoité par le président des mormons, Brigham Young, qui se montre déterminé à assurer la survie de ses fidèles à n'importe quel prix.

## Distribution

### Acteurs principaux
- Taylor Kitsch (VF : Raphaël Cohen) : Isaac Reed
- Betty Gilpin (VF : Sandra Valentin) : Sara Rowell
- Dane DeHaan (VF : Stéphane Fourreau) : Jacob Pratt
- Saura Lightfoot-Leon (VF : Ève Reinquin) : Abish Pratt
- Derek Hinkey : Plume de Sang
- Joe Tippett (en) (VF : Thierry Kazazian) : James Wolsey
- Jai Courtney (VF : Paul Borne) : Virgil Cutter
- Preston Mota (VF : Rémi Gutton) : Devin Rowell
- Shawnee Pourier : Deux Lunes
- Shea Whigham (VF : Stéphane Bazin) : Jim Bridger

### Acteurs récurrents
- Lucas Neff (VF : Sylvain Agaësse) : le capitaine Edmund Dellinger
- Kyle Davis (en) (VF : Thierry Ragueneau) : Tilly
- Tokala Black Elk : Buffalo Run
- Nick Hargrove : Cottrell
- Dominic Bogart (VF : Laurent Blanpain) : Frank Cook
- Alex Fine : Gant
- Kip Weeks (VF : Emmanuel Gradi) : Pepper
- Kim Coates (VF : Lionel Tua) : Brigham Young
- Irene Bedard : Winter Bird
- Nanabah Grace : Kuttaambo'i
- Alex Breaux (VF : Éric Daries) : Wild Bill Hickman (en)
- Jeremiah Bitsui (en) : Grey Fox

 Source et légende : version française (VF) sur RS Doublage

## Production

### Développement
La série en six parties est écrite par Mark L. Smith et réalisée par Peter Berg. Ce dernier, via Film 44, et Eric Newman, via Grand Electric, sont les producteurs exécutifs. Elle est commandée par Netflix en décembre 2022. Mark L. Smith est également producteur exécutif de la série.
En janvier 2025, Peter Berg déclare avoir été inspiré pour créer la série après avoir lu sur la guerre de l'Utah et le massacre de Mountain Meadows, puis avoir commencé à faire des recherches sur le sujet. La série intègre des événements réels, tels que le massacre de Mountain Meadows décrit dans le premier épisode, ainsi que les histoires de personnes réelles qui ont vécu pendant la guerre de l'Utah de 1857. Des personnages réels tels que Jim Bridger, un pionnier pris entre des factions en guerre, Brigham Young, le chef de l'Église mormone qui commandait son armée connue sous le nom de Légion de Nauvoo et Wild Bill Hickman, un homme de loi et membre de cette milice, ont été utilisés . Berg et Smith ont rencontré des auteurs de livres sur le massacre et ont visité le site du massacre pour essayer d'obtenir une compréhension aussi complète que possible de la façon dont cet événement s'est produit. La série a Julie O'Keefe comme consultante autochtone de l'émission.

### Attribution des rôles
Taylor Kitsch est confirmé dans un rôle principal, fin 2022. En janvier 2023, Dane DeHaan, Jai Courtney, Betty Gilpin, Shea Whigham, Kyle Bradley Davis, Nick Hargrove, Derek Hinkey, Saura Lightfoot-Leon , Preston Mota, Shawnee Pourier et Joe Tippett ont rejoint la distribution. Kitsch a subi une fracture du pied pendant la production.

### Tournage
Le tournage débute en février 2023, au Nouveau-Mexique, mais interrompu à cause de la grève SAG-AFTRA 2023. Le tournage dure 130 jours, dont seulement deux jours sur des plateaux de tournage en intérieur.
Les lieux de tournage du Nouveau-Mexique utilisés comprenaient les petites villes de Cochiti et Santa Clara Pueblo, les plateaux de tournage de Santa Fe et Pajarito Ski Mountain, ainsi que le Bonanza Creek Ranch dans le nord du Nouveau-Mexique et le Charles R Ranch près de Sante Fe. Les constructeurs de décors n'ont utilisé que des outils disponibles dans les années 1800 pour construire sa version de Fort Bridger,.

### Fiche technique
Sauf indication contraire, les informations mentionnées dans cette section peuvent être confirmées par la base de données cinématographiques IMDb,  présente dans la section « Liens externes ».
- Titre original : American Primeval
- Titre français : À l'aube de l'Amérique
- Création et scénario : Mark L. Smith
- Réalisation : Peter Berg
- Musique originale : Explosions in the Sky
- Direction artistique : Peter Borck
- Décors : Renée Reâd
- Costumes : Virginia Johnson
- Photographie : Jacques Jouffret (en)
- Montage : Hugo Diaz, Jon Otazua et Art Jones
- Casting : Rachel Tenner et Angelique Midthunder
- Production : Tim King, Robin Le Chanu et Sam Tischler
  - Coproduction : Mark Cotone
  - Production déléguée : Peter Berg, Alexander H. Gayner, Eric Newman et Mark L. Smith
  - Production associée : Tanner King
- Sociétés de production : Film 44 et Grand Electric
- Société de distribution : Netflix
- Pays de production :  États-Unis
- Langue originale : anglais
- Format : couleur — 2,35:1 — son Dolby Digital
- Nombre de saison : 1
- Nombre d'épisodes : 6
- Genre : drame, western
- Durée : 36 à 63 minutes
- Date de première diffusion : 9 janvier 2025 sur Netflix
- Classification : 
  - États-Unis : TV-MA
  - France : 16+

## Accueil

### Diffusion
La mini-série est intégralement diffusé sur Netflix le 9 janvier 2025.

### Accueil critique
Dans les pays anglophones, la série obtient un accueil modéré de la part des critiques, obtenant un taux d'approbation des critiques de 61 % sur le site d'agrégateur de critiques Rotten Tomatoes, basé sur 36 critiques et une note moyenne de 6,3⁄10, tandis que le site Metacritic, qui utilise une moyenne pondérée, attribue une note de 58⁄100, basée sur 26 critiques, indiquant des critiques « mitigées ou moyennes ».
En France, l'accueil est plus positif, avec une moyenne de 3,7⁄5 sur le site Allociné, basé sur 7 titres de presse.
La série est également plébiscitée par le public, obtenant les notes de 8,2⁄10 sur le site IMDb, basé sur plus de 14 000 votes et 4,3⁄5 sur le site Allociné, basé sur 217 notes, dont 59 critiques.

## Autour de la série
La série choisit dans un épisode de présenter une famille de français violents, voleurs, visiblement cannibales dont l'un des membres viole même l'héroïne de la série. L'intrigue se déroulant principalement en Utah, donc a priori ne présentant aucun rapport avec la France. Le New York Times n'hésitant pas à en souligner le côté grand-guignolesque.